# Lockheed Martin RQ-3 DarkStar
Lockheed Martin RQ-3 DarkStar ("temna zvezda"; znan tudi kot Tier III-) je reaktivno visokovišinsko vojaško brezpilotno letalo ameriškega proizvajalca Lockheed Martin. Prvi let je bil 29. marca 1996. Darkstar je imel težave z aerodinamično stabilnostjo in ni izpolnil zadanih ciljev, zato so ga leta 1999 preklicali.

## Specifikacije
Splošne karakteristike
- Dolžina: 15 ft (4,6 m)
- Razpon kril: 69 ft (21,3 m)
- Višina: 3 ft 6 in (1,1 m)
- Teža praznega letala: 4360 lb (1.980 kg)
- Naložena teža: 8500 lb (3.860 kg)

 Zmogljivost 
- Potovalna hitrost: 288 mph (464 km/h)
- Doseg: 575 milj (925 km)
- Višina leta: 45000 ft (13.500 m)